# Elaphe bella
Elaphe bella este o specie de șerpi din genul Elaphe, familia Colubridae, descrisă de Stanley 1917.

## Subspecii
Această specie cuprinde următoarele subspecii:
- E. b. bella
- E. b. chapaensis